# Conognatha mayeti
Conognatha mayeti es una especie de escarabajo del género Conognatha, familia Buprestidae. Fue descrita científicamente por Théry en 1904.